# 아마존 MGM 스튜디오
아마존 MGM 스튜디오(Amazon MGM Studios)는 2010년 아마존닷컴에서 설립한 영화/드라마 제작 계열사이다. 2023년 10월 3일에 아마존 MGM 스튜디오로 출범했다.

## 영화 제작/배급
- 드레스메이커(2015)
- 레이디 수잔(2016)
- 네오 데몬(2016)
- 카페 소사이어티(2016)
- 맨체스터 바이 더 씨(2016)
- 세일즈맨(2016)
- 잃어버린 도시 Z(2016)
- 더 빅 식(2017)
- 원더스트럭(2017)
- 라스트 플래그 플라잉(2017)
- 원더 휠(2017)
- 그링고(2018)
- 너는 여기에 없었다(2018)
- 돈 워리, 히 원트 겟 파 온 풋(2018)
- 뷰티풀 보이(2018)
- 서스페리아(2018)
- 피털루(2018)
- 콜드 워(2018)

## 드라마 제작
- 높은 성의 사나이(2015-2019)
- 굿 걸스 리볼트(2015-2016)
- Z: 더 비기닝 오브 에브리싱(2015)
- 더 컬렉션(2016)